# Depreciació
En l'àmbit de la comptabilitat i l'economia, el terme depreciació es refereix a una disminució periòdica del valor d'un bé material o immaterial. Aquesta depreciació pot derivar-se de tres raons principals: el desgast a causa de l'ús, el pas del temps i la vellesa.

## Depreciació de l'actiu en comptabilitat
Es fa servir per donar a entendre que les inversions permanents de la planta han disminuït en potencial de servei. En comptabilitat, la depreciació és una manera d'assignar el cost de les inversions als diferents exercicis en què se'n produeix l'ús o el gaudi en l'activitat empresarial. Els actius es deprecien basant-se en criteris econòmics, considerant el termini de temps en què es fa ús en l'activitat productiva, i la seva utilització efectiva en aquesta activitat. Una deducció anual d'una porció del valor de la propietat o equipament.
També es pot definir com un mètode que indica la suma del cost imputable a la despesa, que correspongui a cada període fiscal.
La depreciació és el mecanisme mitjançant el qual es reconeix el desgast que pateix un bé per l'ús que se'n faci. Quan un actiu és utilitzat per generar ingressos, aquest pateix un desgast normal durant la seva vida útil que al final el porta a ser inutilitzable. L'ingrés generat per l'actiu usat, se li ha d'incorporar la despesa, corresponent desgast que aquest actiu ha patit per poder generar l'ingrés, ja que com segons assenyala un elemental principi econòmic, no hi pot haver ingrés sense haver incorregut en una despesa, i el desgast d'un actiu pel seu ús és una de les despeses que al final permeten generar un determinat ingrés.
En fer servir un actiu, amb el temps es fa necessari reemplaçar-lo, i substituir-lo genera una derogació, la que no pot ser carregada als ingressos del període en què es reemplaça l'actiu, ja que aquest actiu va generar ingressos i va significar una despesa en més d'un període, per la qual cosa mitjançant la depreciació es distribueix en diversos períodes la despesa inherent a l'ús de l'actiu, d'aquesta manera només s'imputen als ingressos les despeses en què efectivament es van incórrer per generar-lo en els períodes respectius.
Una altra connotació que té la depreciació des del punt de vista financer i econòmic, consisteix que a reconèixer el desgast de l'actiu pel seu ús, es va creant una mena de provisió o de reserva que al final permet ser reemplaçat sense afectar la liquiditat i el capital de treball de l'empresa. Suposem que una empresa genera ingressos de 1.000 € i uns costos i despeses que sense incloure la depreciació són de 700 €, cosa que significa que el benefici serà de 300 €, valor que es distribueix als socis. Suposem també, que dins d'aquests 300 € que es distribueixen als socis, estan inclosos 100 € per concepte de depreciació, que en no incloure-la permeten ser distribuïts com a utilitat. Què passaria en 5 anys, quan l'actiu que genera els 1.000 € d'ingressos ha de ser substituït? El que passa és que no hi haurà recursos per adquirir un altre actiu que substitueixi l'anterior, ja que els recursos amb què s'havia de reemplaçar van ser distribuïts. Per això la importància de la depreciació, que en reconèixer dins del resultat de l'exercici la despesa per l'ús dels actius permet, a més de mostrar una informació comptable i financera objectiva i real, permet també mantenir la capacitat operativa de l'empresa com que no afecta el capital de treball per distribució d'utilitats indegudes.
La depreciació, com ja es va esmentar, reconeix el desgast dels actius pel seu esforç en la generació de l'ingrés, de manera que el reconeixement és proporcional al mateix temps que l'actiu pot generar ingressos. Això és el que s'anomena vida útil d'un bé o un actiu, el temps durant el qual un actiu es manté en condicions de ser utilitzat i generar ingressos. La vida útil és diferent a cada actiu, depèn de la seva naturalesa.

## Mètodes de càlcul de la depreciació
Per al càlcul de la depreciació, es poden utilitzar diferents mètodes com la línia recta, la reducció de saldos, la suma dels dígits i el mètode d'unitats de producció entre d'altres.

### Mètode de la suma dels dígits de l'any
Aquest és un mètode de depreciació accelerada que busca determinar una quota de depreciació més gran en els primers anys de vida útil de l'actiu. La fórmula que s'hi aplica és:
{\displaystyle {\frac {\mbox{Vida útil}}{\mbox{suma dígits}}}*{\mbox{Valor actiu}}}
On es té que la suma dels dígits és igual a la suma de la vida útil més la vida útil menys 1 ; fins que sigui igual a 0.
1. Ara determinem el factor: Suposant el mateix exemple del vehicle tindrem: {\displaystyle {\mbox{Suma dígitos}}=5+4+3+2+1=15}.
2. Després calculant la primera fracció de la fórmula tenim {\displaystyle {\frac {\mbox{Vida útil}}{\mbox{suma dígitos}}}={\frac {5}{15}}=0,3333}. És a dir, que per al primer any la depreciació serà igual al 33.333% del valor de l'actiu. (30 000.000 * 33,3333% = 10 000 000) Per al segon any: 4/15 = 0,2666
3. Més endavant, per al segon any, la depreciació correspon al 26.666% del valor de l'actiu (30 000.000 * 26,666% = 8 000 000) Per al tercer any: 3/15 = 0,2 Vol dir aleshores que la depreciació per al tercer any correspondrà al 20% del valor de l'actiu. (30 000.000 * 20% = 6 000 000)
4. I així successivament. Tot el que cal fer és dividir la vida útil restant entre el factor inicialment calculat.

### Mètode de reducció de saldos
Aquest és un altre mètode que permet la depreciació accelerada. Per a la seva implementació, exigeix necessàriament la utilització d'un valor de salvament; en cas contrari, el primer any es depreciaria el 100% de l'actiu, per la qual cosa perdria validesa aquest mètode.
La fórmula a utilitzar és la següent:
{\displaystyle Taxa_{depreciacio}=1-\left({\frac {Valor_{salvament}}{Valor_{actiu}}}\right)^{1/n}}
On {\displaystyle n} és la vida útil de l'actiu.
Com es pot veure, el primer que cal fer és determinar la taxa de depreciació, per després aplicar aquesta taxa al valor no depreciat de l'actiu o saldo sense depreciar o no es depreciarà fins al següent any.

### Mètode de les unitats de producció
Aquest mètode és igual al de la línia recta quan es distribueix la depreciació de forma equitativa en cadascun dels períodes.
Per determinar la depreciació per aquest mètode, es divideix, en primer lloc, el valor de l'actiu pel nombre d'unitats que pot produir durant tota la vida útil. Després, a cada període es multiplica el nombre d'unitats produïdes en el període pel cost de depreciació corresponent a cada unitat.
Exemple: Es té una màquina valorada en 10.000.000 € que pot produir en tota la seva vida útil 20.000 unitats.
Aleshores, 10.000.000 €/20.000 = 500 €. Vol dir que a cada unitat produïda se li carrega un cost per depreciació de 500 €.
Si en el primer període, les unitats produïdes per la màquina van ser 2.000, tenim que la depreciació pel primer període és de: 2.000*500 = 1.000.000, i així en cada període.
Pressuposa que la depreciació és funció de l'ús o la productivitat i no pas del pas del temps. La vida de l'actiu es considera en termes del rendiment (unitats que produeix) o del nombre d'hores que treballa. Conceptualment, l'associació adequada del cost s'estableix en termes del rendiment i no de les hores d'ús; però moltes vegades la producció no és homogènia i és difícil de mesurar. (Cost menys valor de rebuig) X hores d'ús a l'any = càrrec per Total d'hores estimades o depreciació

### Mètode lineal
Aquest mètode supera algunes de les objeccions que s'oposen al mètode basat en l'activitat, perquè la depreciació es considera funció del temps i no de l'ús. Aquest mètode s'aplica àmpliament a la pràctica, a causa de la seva simplicitat. El procediment de línia recta també es justifica sovint sobre una base més teòrica. Quan l'obsolescència progressiva és la causa principal d'una unitat de servei limitada, la disminució d'utilitat pot ser constant d'un període a un altre. En aquest cas, el mètode de línia recta és l'apropiat. El càrrec de depreciació es calcula de la manera següent: Cost Històric Original menys valor de rebuig, tot això entre la vida útil (temps donat de vida de l'actiu) = Càrrec per depreciació de la vida estimada de servei. Aquest mètode senzill es basa en la determinació de la quota que és proporcional (igual o constant) en funció de la vida útil estimada.